# 荣荫桥
荣荫桥，是深圳市历史建筑之一，位于中国广东省深圳市大鹏新区大鹏街道鹏城社区较场尾。该建筑物建于清朝，属于古建築，为橋涵碼頭。